# Ligne de Debrecen à Tiszalök
La Ligne de Debrecen à Tiszalök ou ligne 109 est une ligne de chemin de fer de Hongrie. Elle relie Debrecen à Tiszalök.